# WWE Raw
WWE RAW, también conocido como Monday Night RAW o simplemente como RAW, es un programa de televisión de entretenimiento deportivo de lucha libre profesional producido por la WWE. Se ha transmitido sin interrupciones desde su estreno del 11 de enero de 1993 hasta la fecha, desde Estados Unidos por medio de la cadena USA Network. La cadena transmitió el programa desde 1993 hasta el año 2000 cuando fue trasladado a la cadena TNN, más tarde conocida como Spike TV. En 2005, el programa se trasladó y volvió a contar con la cadena USA Network, esta vez con un programa especial llamado "RAW Homecoming".Desde 2025 el programa es transmitido por Netflix con un contrato de 10 años.
WWE RAW es generalmente visto como un programa emblemático debido a sus altos índices de audiencia y su formato de transmisión semanal en vivo. Desde su primer episodio, WWE RAW ha sido transmitido en vivo en cerca de 200 escenarios diferentes, más de 160 ciudades y pueblos en nueve países diferentes: Estados Unidos, Canadá, Reino Unido, Afganistán (2005), Irak (2006 y 2007) en el Tributo a las Tropas, Alemania (1997), Japón (2005), Italia (2007) y México (2011).
A partir del episodio número mil, emitido el 23 de julio de 2012, RAW extendió su horario a tres horas de transmisión, el cual previamente fue un formato de transmisión exclusivo para eventos especiales.

## Historia

### Nombre
WWE Monday Night Raw ha tenido varios nombres a lo largo de su historia, los cuales fueron cambiando por distintos motivos, siendo:
- "WWF Monday Night Raw" (1993-1997)
- "WWF War Zone" (1997-1998)
- "WWF Raw is War" (1997-2001)
- "WWF Raw" (2001-2002)
- "WWE Raw" (2002-2006)
- "WWE Monday Night Raw" (2006-2011; 2012 - presente)
- "WWE Raw SuperShow" (2011-2012)

Fue inicialmente llamado WWF Monday Night Raw, el 11 de enero de 1993. El nombre se mantuvo hasta 1997, época en la que la empresa rival World Championship Wrestling, derrotaría a la WWF en índice de audiencia, al emitirse ambos programas en el mismo horario, aunque en ese entonces Raw era un programa diferido. En 1997, se decidió cambiar el nombre a WWF Raw is War, marcando de por medio la época conocida como las Monday Night Wars ("Guerra de los lunes por la Noche"). Además, desde 1997 a 1998, la WWF promovió la segunda hora de Raw como WWF War Zone, para poder tener dos segmentos separados del programa, y de esta manera poder mercadear la publicidad de sus patrocinadores en dos "programas" distintos, pero esto duró tan solo un año.
En 2001, la WWF finalmente derrotó a su máxima competencia en las Monday Night Wars ("Guerra de los lunes por la Noche") y terminó por comprar todos los derechos de su competidora promoción de lucha libre World Championship Wrestling. Sin embargo, mantuvieron su nombre de WWF Raw is War hasta el incidente del atentado del 11 de septiembre de ese mismo año. Tras el incidente, el gobierno de los Estados Unidos obligó a la WWF a retirar la palabra "War" ("Guerra") debido a los acontecimientos y lo que se llamaría posteriormente como Guerra contra el terrorismo, pasando a llamarse simplemente WWF Raw. En 2002, la WWF manejó hasta ese mismo año una demanda por parte de la World Wildlife Fund (WWF), quienes exigieron el renombre de la promoción de lucha libre de Vince McMahon, pasando a llamarse World Wrestling Entertainment, por lo que WWF Raw cambió de nombre renombrándose WWE Monday Night Raw. Este nombre se mantuvo hasta el año 2009, cuando los luchadores de la marca Smackdown se mezclaron con los de Raw y viceversa.
En 2011, la WWE anunció el fin de la división de marcas, lo que significaría que luchadores de SmackDown aparecerían en Raw, abandonando la idea de que estos fuesen exclusivos de cierta marca al igual que sus campeonatos, siendo renombrado a WWE Raw SuperShow. Este nombre se mantuvo hasta el 23 de julio de 2012 en la edición de los mil episodios RAW 1000th Episode, y volvió a llamarse WWE Raw la siguiente semana. Cabe destacar que el nombre aunque haya cambiado, los luchadores continuaron compitiendo sin exclusividad por una marca en específico, y los campeonatos fueron defendidos en ambos programas, Raw y SmackDown.

### USA Network

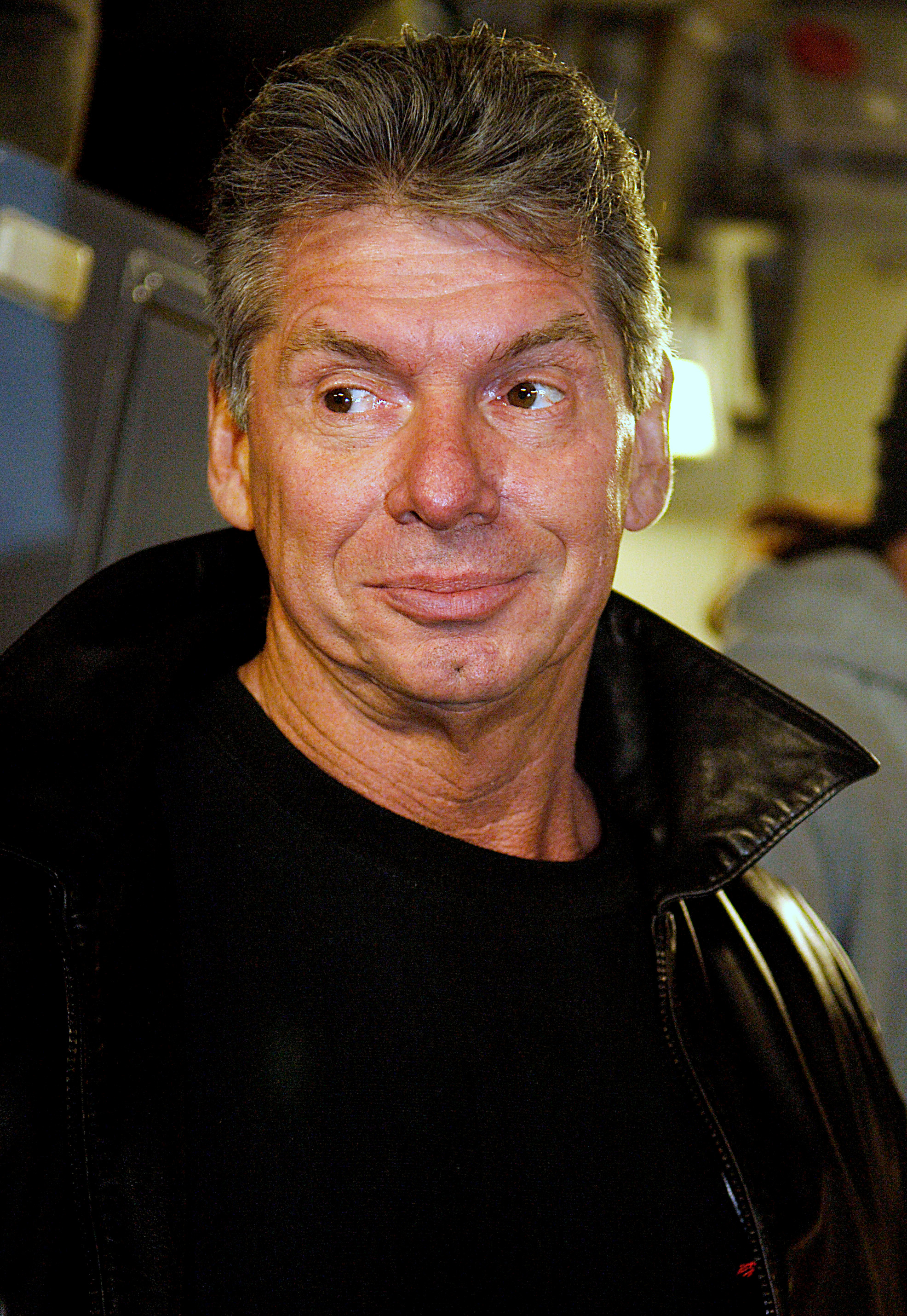
McMahon, dueño de la WWF (ahora WWE) y creador de Raw, fue entrevistado por el comentarista Jim Ross sobre la Traición de Montreal de Survivor Series 1997, contestando con un "Bret screwed Bret" ("Bret arruinó a Bret") agregando que Hart fue la figura trágica de esa noche.

Inicialmente WWE Raw fue conocido como WWF Monday Night Raw, el programa salió al aire por primera vez el 11 de enero de 1993 por la cadena USA Network, como un reemplazo del programa anterior WWF Prime Time Wrestling, la cual fue transmitida desde 1985 hasta 1993. Originalmente, Raw fue transmitido durante 60 minutos como máximo, abriendo paso a un nuevo horizonte al mundo de la lucha libre en sí. Tradicionalmente, el resto de los eventos de lucha libre eran grabados con sonidos de estudios y con poca audiencia. La fórmula de Raw fue considerada diferente, la cual era transmitida al mismo tiempo que Superstars y Wrestling Challenge. Y su transmisión fue única al emitir sus evento en vivo, su diálogos y sonidos no eran de estudios, fueron transmitidos al aire llenando las arenas desde un principio, llamando la atención del público en general.
Raw se originó en el Grand Ballroom at Manhattan Center Studios, un pequeño teatro de la ciudad de Nueva York, en donde salía al aire todas las semanas. La combinación de un lugar íntimo con acción en vivo demostró ser un movimiento exitoso. Sin embargo, la programación semanal en vivo resultó ser una carga financiera para la WWF. Desde la primavera del año 1993 hasta la primavera del año 1997, Raw comenzaría a grabar sus programas cada semana después de un episodio emitido en vivo. Durante varias semanas se grabaron episodios desde el Mid-Hudson Civic Center en Poughkeepsie, Nueva York en abril de 1993, y de nuevo en el mismo lugar en junio y octubre (desde 1984-1986, desde el Civic Center se emitía otro de los programas de la WWF, el Championship Wrestling). El primer episodio producido en otro lugar que no fuese Nueva York fue grabado en Bushkill, Pensilvania en noviembre de 1993, con Raw abandonando para siempre el Manhattan Center.

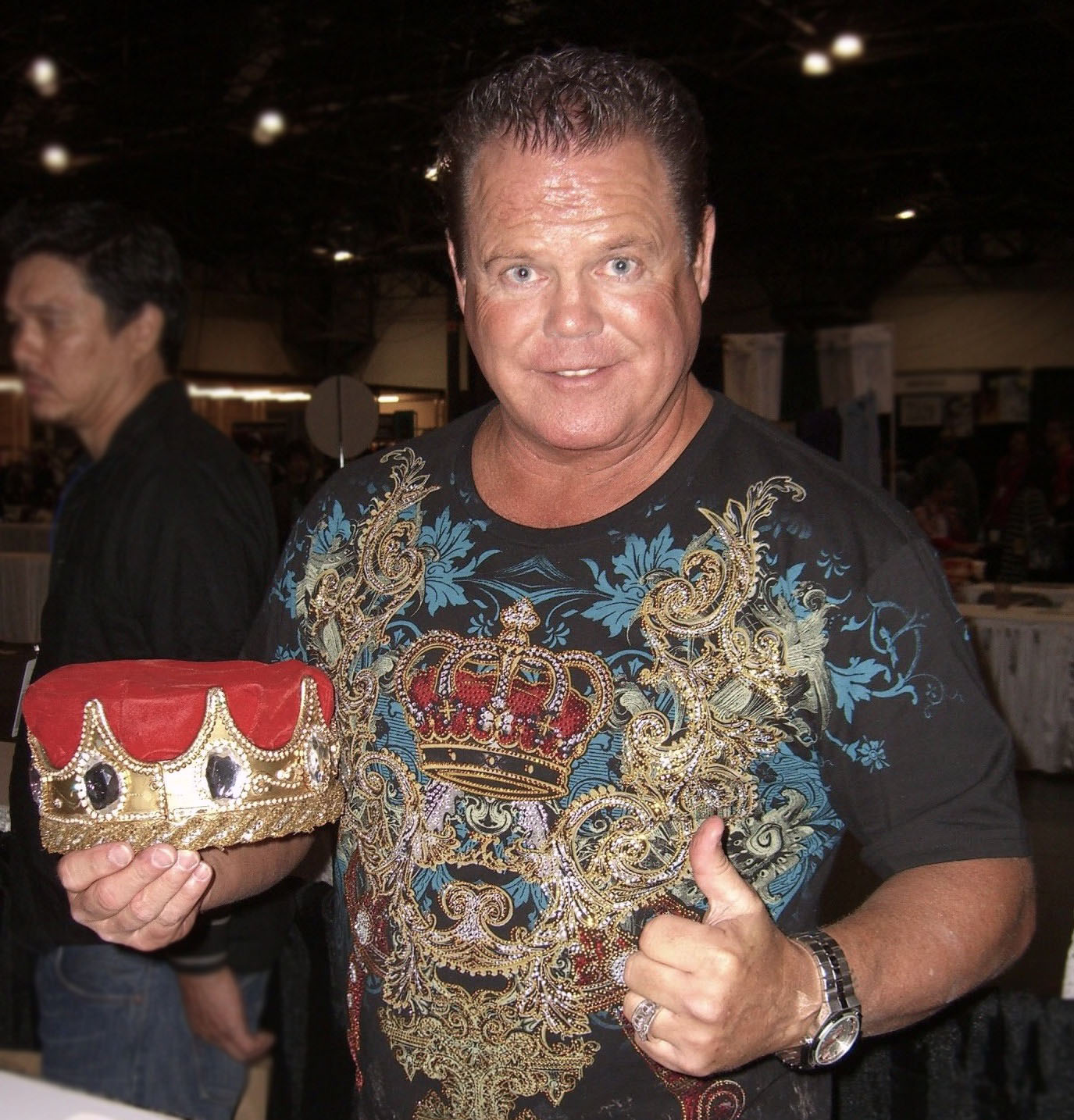
Jerry Lawler, comentarista ícono de Raw desde el 10 de abril de 1995 hasta el 29 de diciembre de 2014. Quien pasaría a ser comentarista de SmackDown en 2015.

Raw llegó a ser un programa único en esos días, contando con luchas de alto nivel con luchadores como The Undertaker, Shawn Michaels, Bret Hart, Mr. Perfect, Doink the Clown, Yokozuna, y 1-2-3 Kid en sus primeros años. Hasta ese punto, las luchas por los títulos no se veían muy seguido, por lo que la mayoría de ellas al ser transmitidas a nivel nacional terminaban siendo una lucha squash. Solo los programas Saturday Night's Main Event y The Main Event transmitían las luchas que Raw debería tener, pero terminaron transmitiendo de manera infrecuente. De un momento a otro, comenzaron a surgir storylines como la rivalidad entre Ric Flair y Mr. Perfect a principios de 1993, y al finalizar esta rivalidad sería la última aparición del veterano Flair, quien se ausentaría por 9 años. Además, luego de que 1-2-3 Kid derrotara a Razor Ramon, se terminó por catalogar a Kid como un upper-card.
Vince McMahon, "Macho Man" Randy Savage y Rob Bartlett fueron los anfitriones originales de Raw, además de cumplir con la labor de comentaristas. Bartlett, era el comediante que previamente no tenía nada que ver con la industria de la lucha libre, y fue sustituido por Bobby Heenan en abril de 1993. Heenan dejó la compañía en diciembre, y dejó a McMahon y Savage comentando ellos solos, hasta la salida de Savage en octubre de 1994, y desde ese entonces McMahon tuvo varios compañero como comentaristas como Shawn Michaels y Jim Cornette. Jerry Lawler se convertiría en anfitrión junto a McMahon el 10 de abril de 1995, rol que mantuvo hasta el 29 de diciembre de 2014 cuando fue reemplazado por Booker T como comentarista de Raw, debido a la hospitalización de Lawler por diverticulitis, además de otros problemas de salud. Sin embargo, Lawler una vez disponible para volver a comentar, fue nombrado comentarista de SmackDown. El 8 de junio de 2015, Byron Saxton sustituyó a Booker T como comentarista de Raw, luego de que Booker firmara para ser juez en  WWE Tough Enough, siendo el nuevo compañero de Michael Cole y John "Bradshaw" Layfield.

#### Raw Is Wary The Monday Night Wars
El 4 de septiembre de 1995, la competencia de la WWE, la World Championship Wrestling (WCW), comenzó a transmitir su propio programa de lucha libre, con el mismo formato que Raw, y fue llamado WCW Monday Nitro, transmitido todas las semanas por TNT. Raw y Nitro se enfrentaron en audiencia por primera vez el 11 de septiembre de 1995. Raw seguía con sus transmisiones grabadas, mientras que Nitro comenzó a transmitirse en vivo, encabezado por el vicepresidente de la WCW Eric Bischoff, quien además frecuentaba dar los resultados de Raw en los episodios de Nitro. Algunos fanáticos también dieron los resultados de Raw pero por internet; esto provocó que el índice de audiencia de Raw decreciera.

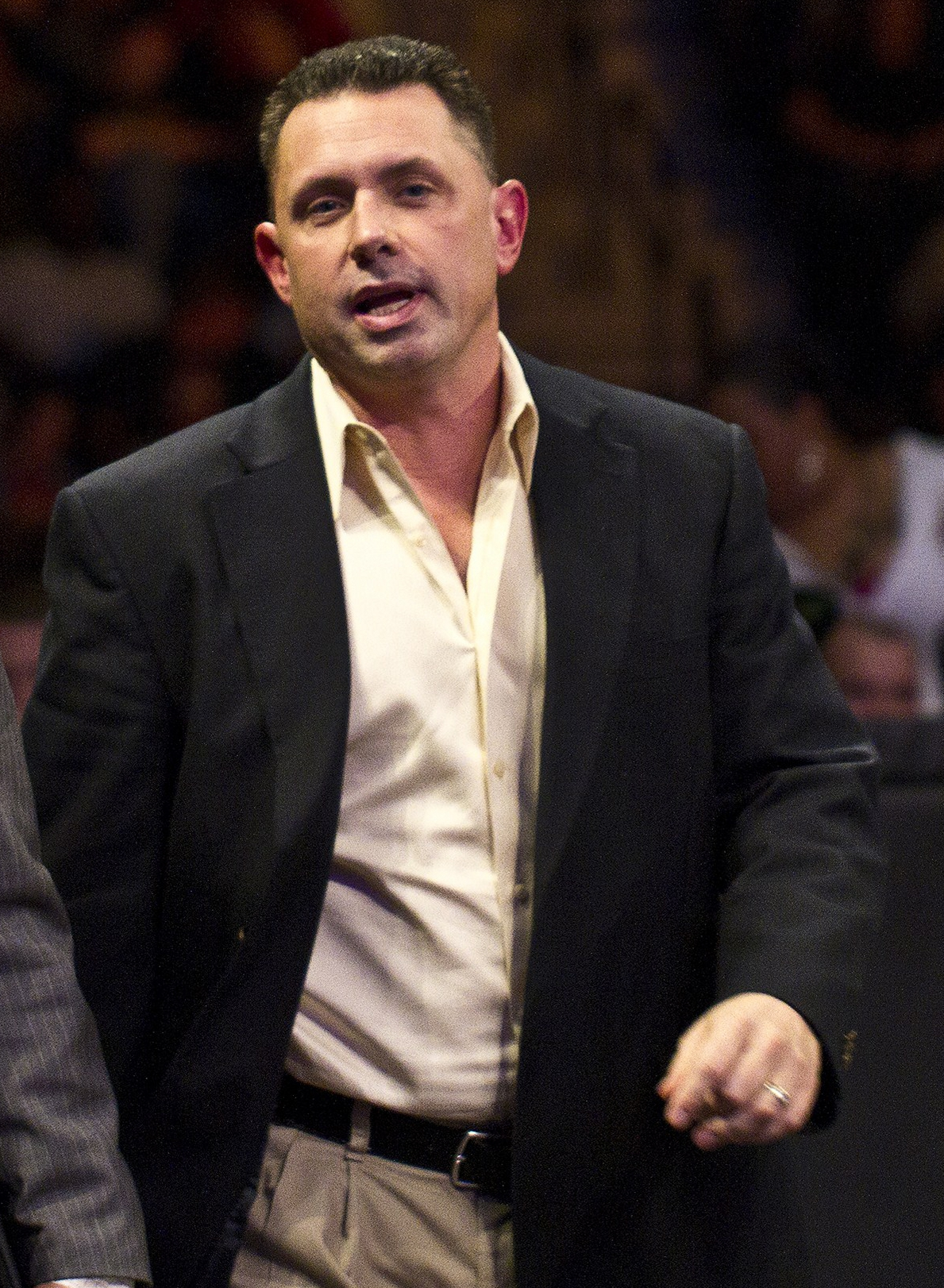
Michael Cole, comentarista de Raw de noviembre de 1997 hasta julio de 1998, durante las Monday Night Wars, de diciembre de 1998 hasta abril de 1999 y desde el 30 de junio de 2008 hasta la fecha.

Al comienzo de la guerra de audiencia en 1995 hasta a mediados de 1996, Raw y Nitro consiguieron derrotarse mutuamente en distintas oportunidades. A mediados de 1996, gracias a un angle hecho por el stable nWo, Nitro comenzó con una racha de victorias consecutivas que lo dejó con 84 semanas de favoritismo, la cual acabó el 13 de abril de 1998.
La controversia estalló el 4 de noviembre de 1996 con Brian Pillman, envolviéndose en un feudo con Steve Austin, quien sacó un arma de fuego y amenazó a Austin durante un segmento. También, se le escuchó decir la siguiente palabra a Pillman, "fucking" ("jódete") durante un segmento, el cual fue transmitido en Raw, y no fue censurado. Los altos ejecutivos de USA Network no estuvieron nada satisfechos con el episodio, y forzaron a la WWF y a Pillman de pedir perdón a la audiencia por lo ocurrido. Pillman fue enviado a un hospital mental días después de lo ocurrido. El 4 de noviembre de 1996, fue el primer episodio en donde aparecería el ícono luchador The Rock, bajo el nombre de Rocky Maivia.
La pobre audiencia (2.2) que llegó a marcar el día 20 de enero de 1997 en Raw, la noche después del Royal Rumble, provocó que la WWF y USA Network incrementaran el horario de Raw a dos horas y así prevenir que el programa de TNT Monday Nitro tuviesen la misma idea de incrementarse una hora más en su horario. Además, la WWF decidió lanzar a Raw en vivo para combatir directamente a Nitro, con una transmisión normal seguida de una hora con una programación grabada.
El 3 de febrero de 1997, Monday Night Raw comenzó a transmitirse durante dos horas continuas y en vivo, comenzando con una revolución de actitud que envolvería a toda la WWF. En cuestión de quebrar el aumento de audiencia de Nitro, la Extreme Championship Wrestling (ECW) fue involucrada en lo que sería un reto animado por Jerry Lawler retando a los de la ECW el 17 de febrero de 1997. En un episodio de Raw en su retorno al Manhattan Center, el reto fue contestado por los luchadores Tazz, Mikey Whipwreck, Sabu, Tommy Dreamer, D-Von Dudley, y The Sandman y el "representante de ECW" Paul Heyman apareciendo y trayendo el estilo de la ECW con luchas extremas para la audiencia de la WWF.
El 3 de marzo de 1997, en un house show emitido desde Berlín, Berlín, el cual fue grabado con pocas cámaras y una pobre iluminación seguido de luchas sin historias de por medio que animó a nadie de la audiencia, y que salió en el programa Raw esa misma semana. El programa recibió una pobre audiencia (con solo 1.9 de índice de audiencia, una de las más bajas en la historia hasta la actualidad) dejando a los ejecutivos de la WWF, con un mal sabor de boca. La siguiente semana, Raw fue renovado desde cero, con una nueva rampa, nuevo tema musical oficial (originalmente "The Beautiful People" de Marilyn Manson, luego fue creada una canción por parte de la WWF), y renombrado a Raw Is War. El 17 de marzo de 1997, ocurrió un episodio en el cual Bret Hart tuvo un altercado con Vince McMahon en donde Hart empujó a McMahon botándolo en medio del ring, parte de ese episodio fue censurado.

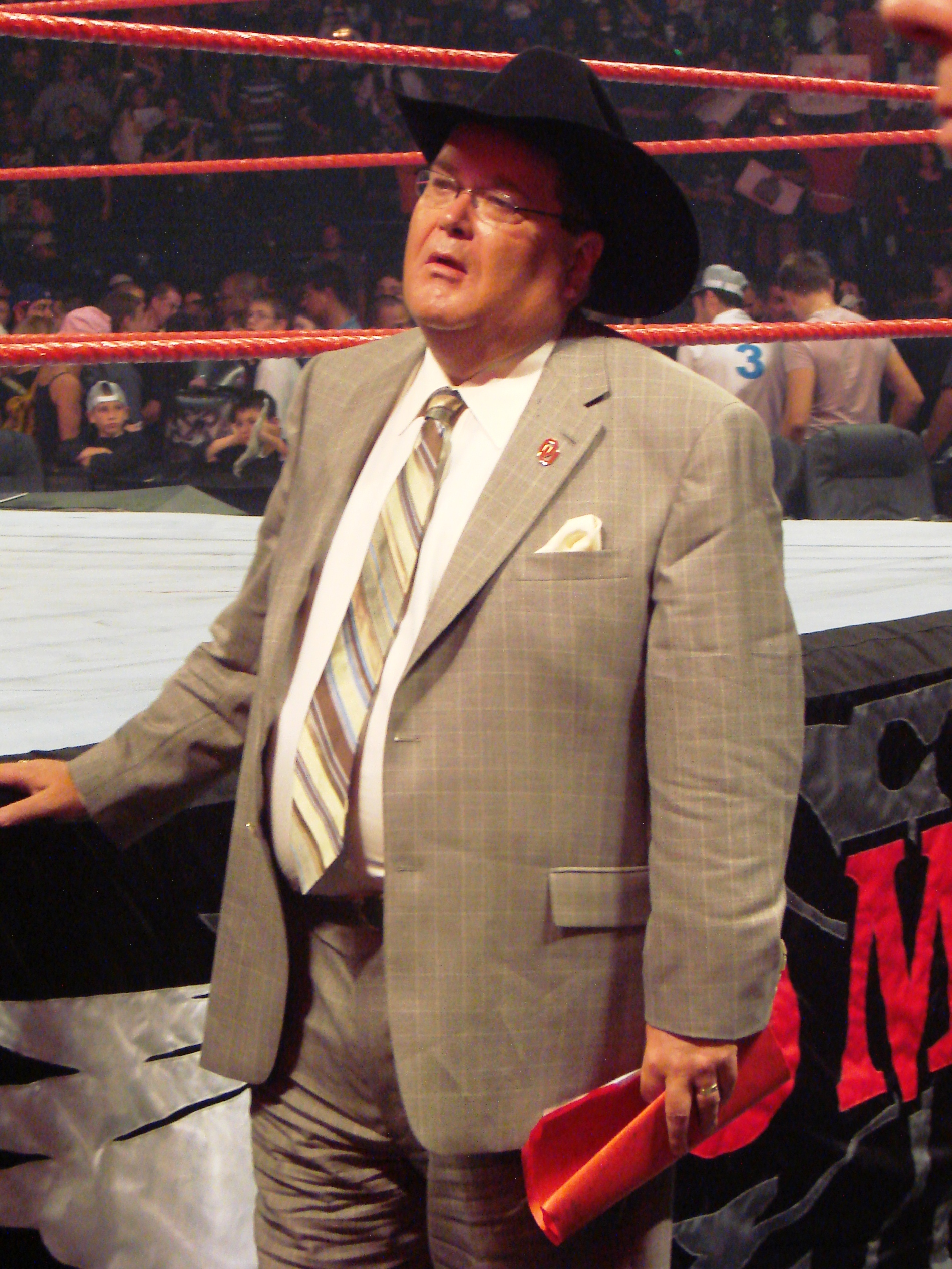
Jim Ross comentarista ícono de Raw, desde el 11 de julio de 1994 hasta el 25 de julio de 1994, de noviembre de 1997 hasta noviembre de 1998, de abril de 1999 hasta el 10 de octubre de 2005, y del 8 de mayo de 2006 hasta el 23 de junio de 2008. También ha sido comentarista esporádico junto a Kevin Kelly, Vince McMahon y Michael Cole.

Por el resto de 1997, surgieron elementos controversiales emergidos con Raw y la programación de la WWF. Un notable angle el cual incluye a Bret Hart y la Hart Foundation quienes le declararon la guerra a los luchadores de los Estados Unidos. Paul Bearer deliberó un intenso segmento el 30 de junio clamando que el hermano de The Undertaker, Kane, seguía con vida luego de sobrevivir al incendio que quemó su casa 20 años atrás. Una guerra de bandas entre de Nation of Domination, Disciples of Apocalypse y Los Boricuas culminando en el verano. Steve Austin iniciando un feudo con los ejecutivos de la WWF, principalmente con Vince McMahon (legítimamente dueño de World Wrestling Federation), y el nacimiento de D-Generation X como un grupo anti-establecimiento. El 17 de noviembre, Vince McMahon fue entrevistado por Jim Ross acerca de la infame Traición de Montreal de Survivor Series 1997, contestando con un "Bret screwed Bret" ("Bret arruinó a Bret") agregando que Hart fue la figura trágica de esa noche. Hart dejó de ser un luchador para la WWF, para sumarse al personal de la WCW inmediatamente después del Survivor Series de 1997, sin antes realizar las siglas WCW ante las cámaras de la WWF.
Después de WrestleMania XIV en marzo de 1998, en donde Mike Tyson tuvo un rol influyente en el ring, y con Shawn Michaels con su última lucha hasta su retorno en 2002, la WWF renació liderando las audiencias en las Monday Night Wars con su nueva marca "WWF Attitude", con los rostros principales como Steve Austin, The Rock, Triple H, Mankind y estableciendo a la nueva estrella The Undertaker. Con el clásico feudo entre el jefe de la WWF Vince McMahon y el favorito de los fanáticos Steve Austin captando el interés de los fanáticos de la lucha libre. El 13 de abril de 1998 en Raw, encabezada por la lucha entre Austin y McMahon, marcó la primera derrota de la WCW en su batalla de los Monday Night War acabando con su supremacía de 84 semanas desde 1996.
En Raw, los fanáticos fueron inmersos en el feudo entre Vince McMahon y Steve Austin, con las estrellas como Triple H, Mankind y The Rock comenzando gradualmente a ascender entre los estatus de la WWF. Otros luchadores como Kane, Val Venis, The New Age Outlaws y Edge, trascenderían por la WWF como nuevo talento, al contrario de la WCW. La rivalidad iría en aumento, tanto que ambos programas coincidirían al realizar sus programas en el mismo lugar, como en el Hampton Roads la misma noche (Raw en Hampton, Virginia, Nitro en Norfolk, Virginia), DX fue enviado a grabar un segmento de "guerra" al Norfolk Scope con un tanque pequeño y un megáfono, entrevistando a los fanáticos quienes revelaron haber recibido sus entradas gratis, debido a la baja asistencia de WCW Nitro.
El 4 de enero de 1999, Mick Foley, quien luchó para la WCW a principios de 1990 como Cactus Jack, logró ganar el Campeonato de la WWF como Mankind en Raw. Bajo órdenes de Bischoff, Nitro anunció por medio de Tony Schiavone quien dio los resultados de la WWF y anunciando al nuevo Campeón de la WWF, para luego decir sarcásticamente, "eso dejará unas colillas en los asientos" consecuentemente resultó con más de 600 000 televidentes cambiando de canal a Raw para ver la nueva captura del Campeonato de la WWF. Esa fue la misma noche del incidente del "Fingerpoke of Doom" ("Dedo derribador") en Nitro, en donde la lucha titular por el Campeonato Mundial Peso Pesado de la WCW entre Kevin Nash líder del stable "Wolfpac" (babyface) y Hollywood Hogan líder del stable New World Order (heel) quienes mantenían un feudo de casi un año de rivalidad desde abril de 1998, el cual terminó de forma desastrosa. La lucha en sí mantenía en expectación una guerra de ambas facciones en medio de las Monday Night Wars, sin embargo, el líder Nash se dejó vencer por Hogan con un simple toque del dedo índice de Hogan, perdiendo el título por este último unificandoambas facciones quedando Hogan como líder de ambas. Nitro recibió tantas críticas malas que marcaría el principio del fin.
La World Wrestling Federation vivió una tragedia ocurrida en Over the Edge el 23 de mayo de 1999, cuando el luchador Owen Hart falleció en el ring luego de una falla cuando realizaba una entrada desde el cielo de la arena, cayendo desde una altura de unos 23 metros falleciendo camino al hospital. La noche siguiente en Raw, el episodio completo fue en memoria al luchador, con varias personalidades rompiendo sus personajes para dar sus opiniones personales del accidente. Mientras que ese episodio llegó a ser el segundo más visto hasta ese entonces, conllevó sin embargo a una serie de críticas, incluyendo la de su hermano Bret Hart, por haber sido de mal gusto.
El 27 de septiembre de 1999, Mick Foley ayudó a Raw en aumentar el índice de audiencia con un segmento con él mismo (como Mankind) y The Rock. En una personificación de la serie de televisión "This Is Your Life", con Mankind presentándole personas del pasado de The Rock, con uno de sus maestros, profesor de gimnasio y una vieja exnovia de la secundaria, todos fueron negados por The Rock. El segmento "This is Your Life"  marcó como uno de los segmentos más vistos de Raw de su historia, marcando 8.4 en índice de audiencia.

### La Red Nashville/La Red Nacional/Spike TV

#### Compra de WCW (2000-2002)

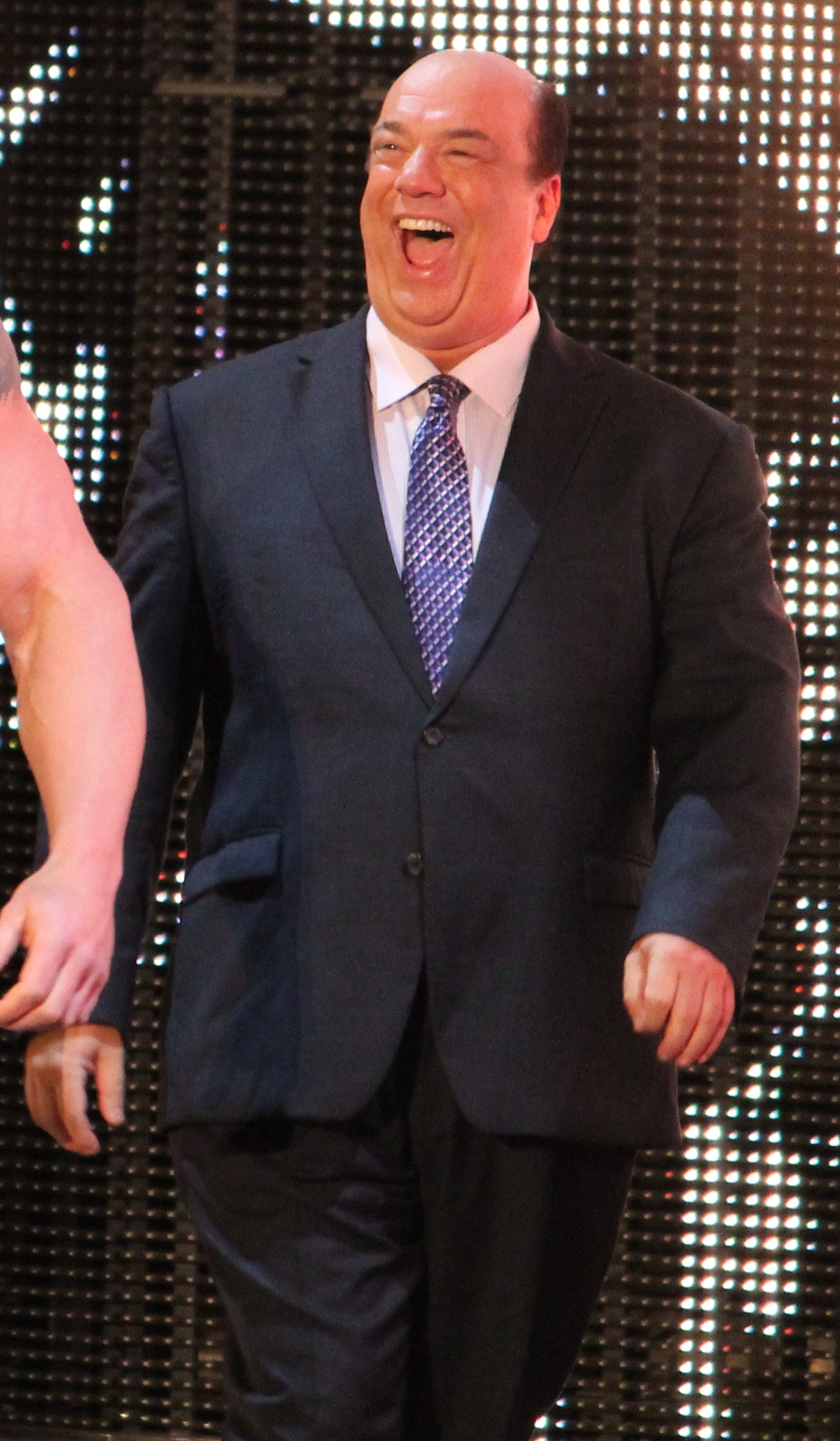
Paul Heyman que se unió al equipo de transmisión en Raw el 5 de marzo de 2001, hasta el 9 de julio de 2001, en sustitución de Jerry "The king" Lawler después del cierre de ECW. También hizo un retorno como comentarista el 30 de julio de 2001 hasta el 12 de noviembre de 2001.

Un nuevo contrato con Viacom dio lugar a cambios en la radiodifusión de la WWF. El 25 de septiembre del 2000, Raw fue trasladado de USA Network a TNN (lo que luego sería Spike TV).
Justo antes de la noche final de las Monday Night Wars, Jim Ross recibió un nuevo compañero como comentarista, el dueño de la ECW Paul Heyman, quien se encontraba reemplazando a Jerry "The King" Lawler desde el 5 de marzo de 2001 hasta el 9 de julio de ese mismo año. Heyman hizo su retorno como comentarista a Raw el 30 de julio hasta el 12 de noviembre. El gran descenso de la WCW dejó que Time Warner vendiera los derechos de WCW, cintas de videos, y los contratos a la WWF en marzo de 2001. La última edición de Nitro fue emitida el 26 de marzo de 2001. El anuncio de esto se dio en Raw, en donde inició con Vince McMahon en un segmento en el que anunciaba la compra de la promoción de lucha libre WCW, terminando con Raw transmitido por TNN y Nitro por TNT junto a la aparición del hijo de Vince Shane McMahon. Shane McMahon interrumpió a su padre Vince quien aclaró que en realidad fue él quien se adueñó de WCW, trayendo de por medio a lo que fue conocido como "Invasión". Luego de la compra de WCW y del incidente del atentado del 11 de septiembre, la WWF quitó la palabra "War" ("Guerra") de Raw is War debido a los acontecimientos y lo que se llamaría posteriormente como Guerra contra el terrorismo, por lo que a partir del 1 de octubre de 2001 pasó a llamarse simplemente WWF Raw.

#### WWE Raw y la Extensión de Marcas
A mediados de 2002, la WWF se emprendió en un nuevo proceso llamado "Extensión de Marcas". La WWF se dividió en dos, con un personal diferencial al otro, con storylines y figuras de autoridad. Raw y SmackDown! tuvieron cada una su propia división, de ahí su nombre división y esencialmente compitiendo entre ellas. La idea surgió luego de haber conseguido los contratos de todos los luchadores de la reciente compra de los derechos de las empresas WCW e ECW, además de ya contar con un amplio personal. La extensión de marcas fue anunciado por Linda McMahon durante una transmisión el 25 de marzo de 2002 en Raw, y siendo anunciado oficialmente el día siguiente. Unos meses después, la WWF recibió una demanda por el uso de sus siglas lo que los llevó a cambiar el nombre de la empresa a World Wrestling Entertainment (WWE).
Los luchadores comenzaron a ser exclusivos de una marca, luchando solamente para un programa sin realizar tan sola una aparición en el otro. Sin embargo, el Campeonato Indiscutido de la WWE y el Campeonato Femenino, eran defendidos en ambos programas con la aparición del campeón/a en ambos programas. En agosto de 2002, el campeón Indiscutido Brock Lesnar se negó a defender su título en Raw, en efecto, convirtiendo el título exclusivo de SmackDown!. La siguiente semana en Raw, el Gerente General Eric Bischoff inauguró el nuevo Campeonato Mundial para ser defendido en la marca, siendo nombrado Campeonato Mundial Peso Pesado de la WWE, siéndole otorgado a Triple H. Como el Campeonato Indiscutido ya no era defendido en ambas marcas, el título dejó de ser llamado "Indiscutido", siendo renombrado como Campeonato de la WWE. Como consecuencia, el Campeonato Femenino se convirtió rápidamente como un título exclusivo de Raw. Como resultado de la división de marcas, se realizó anualmente lo que fue denominado como el "draft lottery", lo que significaría que en un momento del año, un grupo de luchadores de Raw se irían a Smackdown y otro grupo de SmackDown se irían a Raw, con la intención de refrescar las marcas y así evitar mantener los mismos rostros eternamente en una sola.

### Retorno a USA Network

#### Extensión de Marcas (2005-2011)

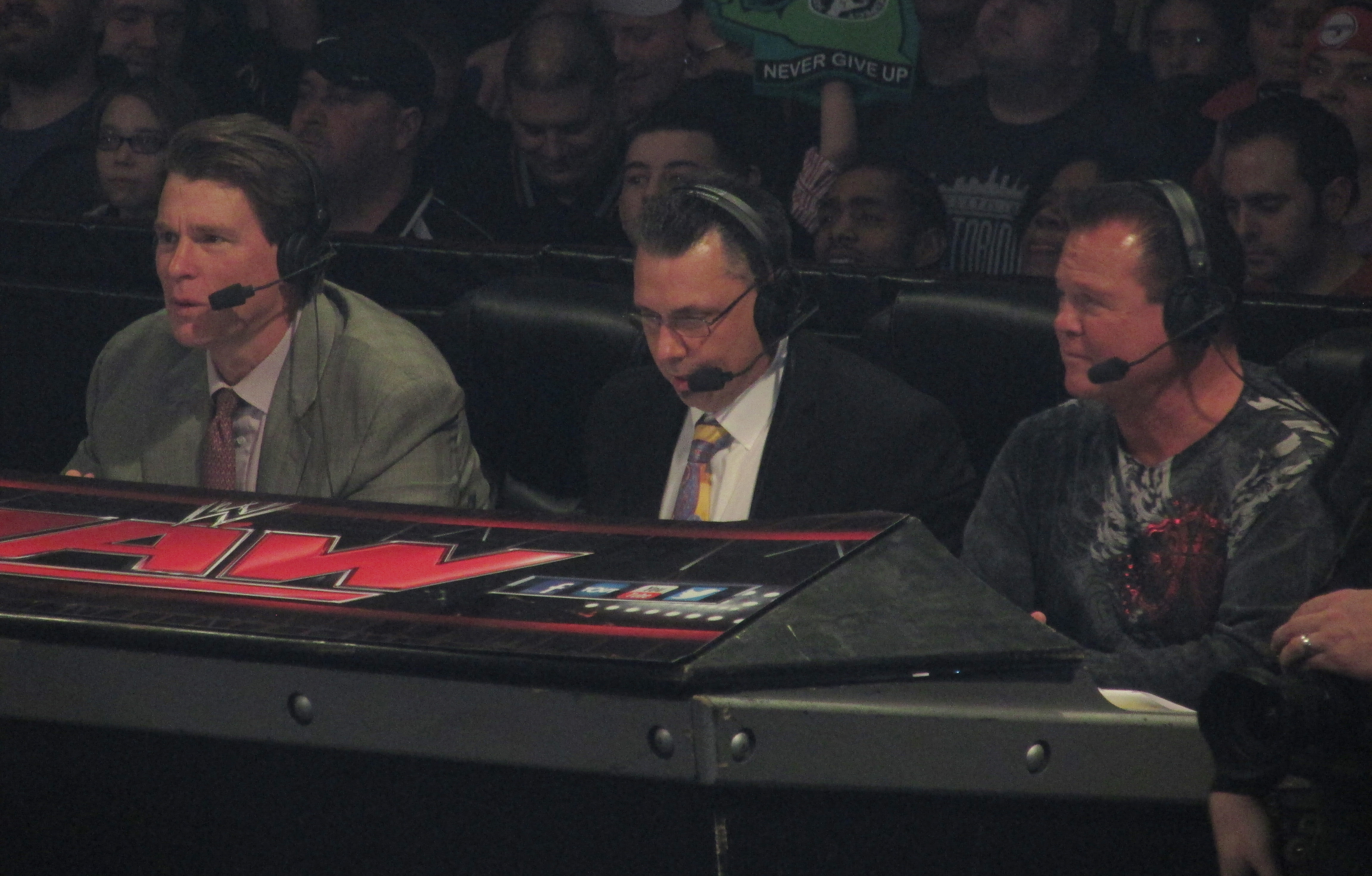
Una vez más, Raw comenzaría a usar a tres comentaristas de tiempo completo con Michael Cole, Jerry Lawler, y John "Bradshaw" Layfield, con una cuarta aparición el 1 de abril de 2013, hasta el 29 de diciembre de 2014. También proporcionaron comentarios en Raw el 17 de diciembre de 2012, 14 y 28 de enero de 2013, y en todos los evento pago por visión desde el 18 de noviembre de 2012 en Survivor Series, hasta el 13 de diciembre de 2015 en TLC.

El 10 de marzo de 2005, Viacom y WWE decidieron no continuar con su alianza con Spike TV, en efecto, acabando con Raw y otros programas de la WWE cuando su contrato de alianza acabó en septiembre de 2005. El 4 de abril de 2005, la WWE un contrato de tres años con NBCUniversal trayendo a Raw devuelta a su primera casa, la USA Network, con dos años de especiales en la NBC y Raw en español por Telemundo. La semana en que Raw retornó a USA Network, Spike TV compró los derechos de transmitir Ultimate Fighting Championship en el mismo horario de Raw, para competir de la misma manera que WCW lo hizo un tiempo atrás.
El draft del 2005 fue emitido el 6 de junio en Raw. La primera lotería trajo al Campeón de la WWE John Cena, con este movimiento, Raw quedó con dos Campeonatos Mundiales. Finalmente, el Campeón Mundial Peso Pesado de la WWE Batista se llevó consigo el título a SmackDown, dejando el Campeonato de la WWE en Raw. El 26 de junio de 2005, Jonathan Coachman anunció que sería el nuevo comentarista de Raw, posición que mantuvo hasta el 24 de abril de 2006, cuando se convirtió en Gerente General de Raw el 11 de junio de 2007. Coachman hizo sus labores de comentarista por tres semanas antes de que Joey Styles revelara ser el nuevo comentarista de Raw en la siguiente semana. La primera noche de Raw en su vuelta a USA Network el 3 de octubre de 2005, tuvo una ampliación nombrada "WWE Homecoming", con tres horas de duración en donde se vieron las participaciones de los ExCampeones Mundiales como Hulk Hogan, Steve Austin, Shawn Michaels, Mick Foley, Triple H y Vince McMahon, además de una aparición de las leyendas Roddy Piper, Jimmy Hart, Jimmy Snuka, Harley Race y Ted DiBiase. Además, se presenció un combate entre Shawn Michaels y Kurt Angle en un Iron Man Match de 30 minutos. USA Network transmitió "Raw Exposed" ("Raw Expuesto"), con una duración de una hora con lo mejor de Raw. WWE anunció que Raw recibió sumejor índice de audiencia de los últimos tres años, ganando cerca de seis millones de televidentes. En cámara, el programa comenzó a ser llamado y con referencia a Monday Night Raw una vez más.
El 25 de septiembre de 2006, Raw fue realizado desde Oklahoma City, Oklahoma, en donde sufrió un apagón y debió realizarse casi a oscuras. La única luz que mantenía que iluminaba el escenario era una de emergencia que se usaba regularmente para iluminar a alguien que realiza un segmento con poca luz, la primera lucha (entre Lita y Candice Michelle) se realizó a oscuras. La energía fue restaurada luego durante la transmisión. Otro momento similar ocurrió el 26 de mayo de 1996 en Florence, Carolina del Sur, en el evento In Your House 8: Beware of Dog, cuando una tormenta afectó la zona del Florence Civic Center causando un caos. Esa semana, el evento Beware of Dog, tuvo que retornar a North Charleston, Carolina del Sur para finalizar las últimas tres luchas que se vieron comprometidos por un apagón. El 9 de octubre de 2006, Raw emitió un episodio especial de tres horas llamado "Reunión Familiar de Raw", en donde la marca Raw debutó con nuevo logo y nueva canción oficial, "...To Be Loved" de Papa Roach. El episodio recibió las visitas de luchadores de SmackDown! e ECW. Ese mismo mes, el 23 de octubre Raw emitió un especial por sus 700 episodios.
El 25 de junio de 2007, Raw fue realizado en el Corpus Christi, Texas con un especial de tres horas debido a la muerte de Mr. McMahon (storyline). Dos semanas después, la muerte de Mr. McMahon fue presumible como un asesinato luego de que su limusina explotara cuando este ingresaba en ella. El resto de los tributos a Mr. McMahon fueron cancelados el día de la muerte legítima del luchador Chris Benoit y de su familia. La storyline fue cancelada, a la audiencia se le negó la entrada a la arena y esa noche se convirtió en un especial de tres horas de tributo a Benoit, se emitió un resumen de la vida de Benoit de un DVD de la WWE; 'Hard Knocks: The Chris Benoit Story' y una selección de las luchas más famosas de Benoit. Muchos luchadores dieron su opinión personal quebrando sus personajes al igual que Mr. McMahon quien se suponía que había fallecido en una storyline. Sin embargo, cuando salió a la luz el verdadero motivo de la muerte de Benoit, la WWE descartó y eliminó todo contenido del episodio del tributo a Benoit. Gran mayoría de canales de televisión anunciaron la muerte de Benoit y la decisión de la WWE con suprimir la historia del luchador. Se sustituyó el episodio de Raw por uno nuevo, el cual fue animado por Todd Grisham desde WWE Studios, en el cual se recapitularon las victorias de John Cena por el Campeonato de la WWE, y algunos expedientes sacados y recopilados del año pasado. El episodio comenzó con un mensaje de Vince McMahon que originalmente fue emitido el 26 de junio en ECW. Algunos países que recibieron la programación de la WWE tres semanas tarde vieron todos los tributos de Chris Benoit editados.
El 10 de diciembre de 2007, Raw celebró su aniversario número 15 con un especial de tres horas por USA Network. El aniversario número 15 de Raw se vendió en DVD el cual tenía como contenido varias de las luchas y momentos más memorables de la historia de Raw. El draft del año 2008, el luchador CM Punk sería transferido de SmackDown a Raw, y luego derrotó al entonces Campeón Mundial Peso Pesado de la WWE Edge, quien pertenecía a SmackDown. Triple H quien era el Campeón de la WWE fue transferido a SmackDown. Kane, quien era el Campeón de la ECW, fue transferido a Raw. Luego del Draft del año 2009, el campeón de la WWE fue transferido de vuelta a Raw cuando Triple H fue transferido desde SmackDown mientras que el Campeonato Mundial Peso Pesado fue devuelto a SmackDown cuando Edge derrotó a John Cena ganando el título en Backlash.

#### Fin de la Extensión de Marcas y Raw Supershow (2011-2016)

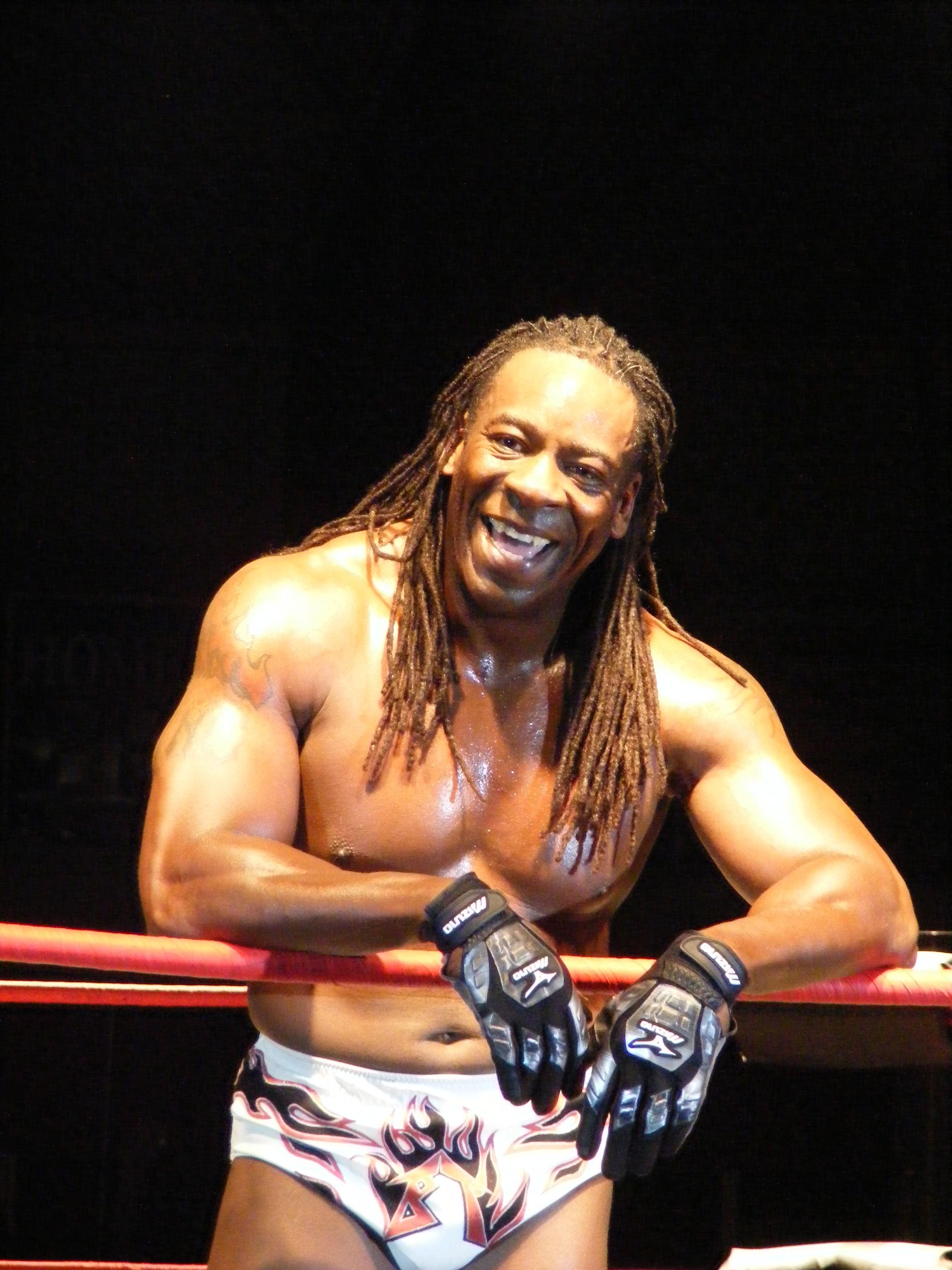
Booker T quien se unió al equipo de comentaristas en Raw el 5 de enero de 2015, hasta el 1 de junio de 2015, reemplazando a Jerry Lawler, debido a su hospitalización por la diverticulitis, junto a Michael Cole y John "Bradshaw" Layfield. También ha realizó apariciones como comentarista esporádico los días 25 de abril de 2011, 20 de junio de 2011, 26 de septiembre de 2011, 3 de octubre de 2011, 21 de noviembre de 2011 y el 26 de marzo de 2012.

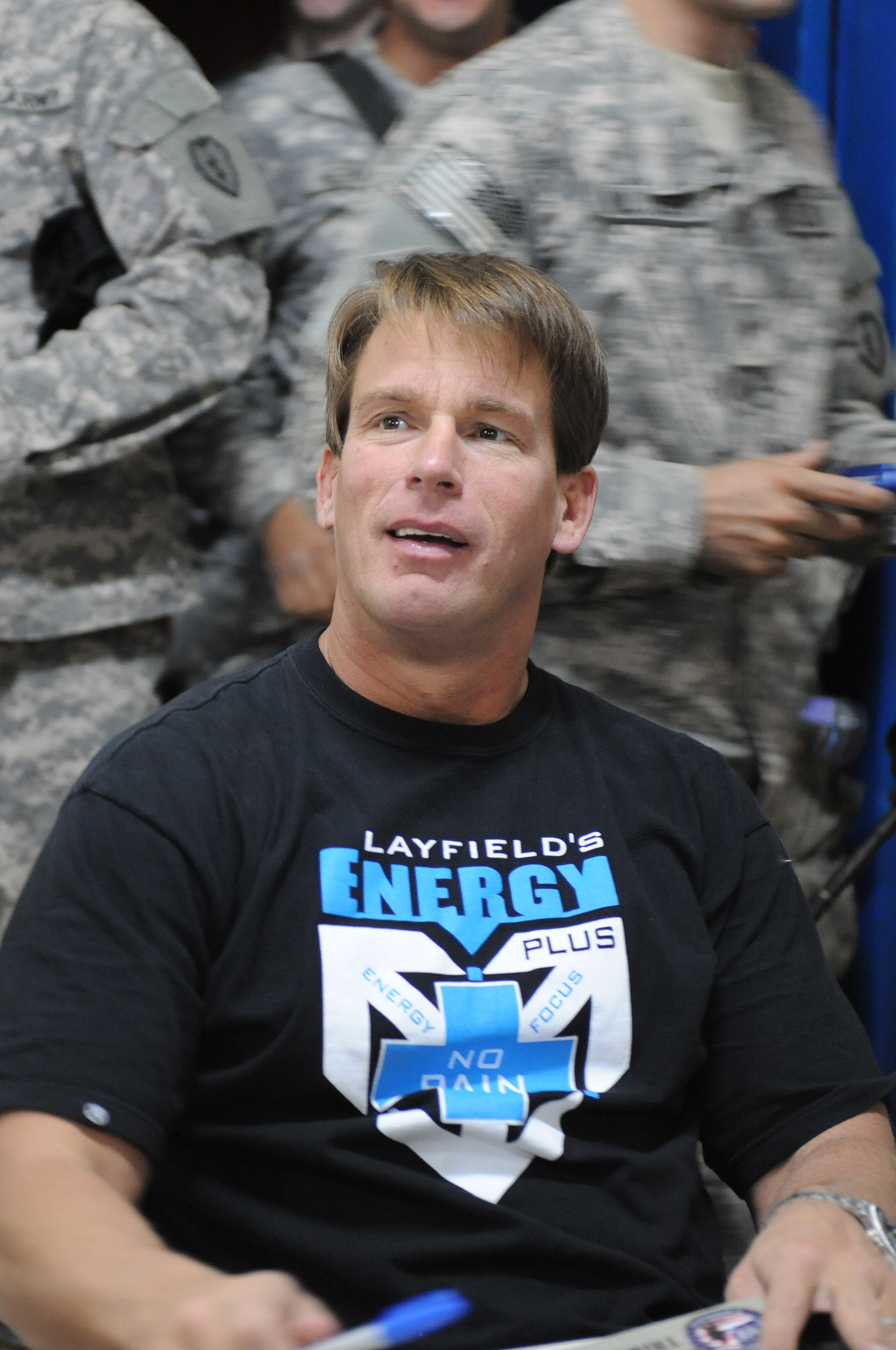
John "Bradshaw" Layfield (JBL) quien se unió al equipo de comentaristas en Raw el 1 de abril de 2013. También ha realizó apariciones como comentarista esporádico los días 17 de septiembre de 2012, 8 de octubre de 2012, 17 de diciembre de 2012 y los días 14 y 28 de enero de 2013.

Desde julio de 2010 a julio de 2012, el Anónimo Gerente General de Raw se hizo con el control del programa debido al despido del anterior Gerente General Bret Hart (kayfabe). En agosto de 2011, la extensión de marcas fue suspendida, y luchadores de SmackDown y Raw apareciendo en ambos programas, siendo renombrado a Raw Supershow. El 9 de julio de 2012, fue revelado que el Anónimo Gerente General de Raw era en realidad Hornswoggle. El 23 de julio de 2012, Raw emitió un especial de tres horas por sus 1000 episodios, en donde el título "Supershow" fue removido del nombre Raw, con una exclusiva transmisión en vivo del actor Charlie Sheen por Skype. El 14 de enero de 2013, Raw celebró sus 20 años al aire. El 1 de abril de 2013, John "Bradshaw" Layfield se unió al equipo de comentaristas junto a Michael Cole y Jerry "The King" Lawler. Layfield se sentó en la mesa de comentaristas el 16 de septiembre de 2012 en Night of Champions, reemplazando a Lawler, quien se encontraba recuperándose de un ataque al corazón que sufrió durante una transmisión en Raw desde Montreal, Canadá el pasado lunes. Layfield además apareció en los comentarios de Raw por una noche el 9 y 23 de diciembre de 2013, y el 6 de enero de 2014, debido a las ausencias de Lawler por problemas de salud. También se sentó en la mesa de comentaristas los días 17 de septiembre de 2012, 8 y 28 de octubre de 2012, este último día en el evento Hell in a Cell junto a Cole y Jim Ross, debido a la recuperación de un ataque al corazón de Lawler nuevamente. Hizo su retorno a la mesa de comentaristas en el aniversario número 20 de Raw el 14 de enero de 2013, junto a Ross y Lawler, con Ross sentándose en el lugar de Cole, quien tuvo el honor de introducir la lucha entre John Cena y Dolph Ziggler desde adentro de la steel cage. Al mismo tiempo, el episodio de Raw emitido en Nueva Jersey la noche siguiente de WrestleMania 29 fue notoriamente notable de momentos épicos debido a la participación del público, en una de las más reconocidas junto a la canción de entrada de Fandango. El 26 de enero de 2015, la noche posterior al Royal Rumble en Raw desde Hartford fue cancelado el mismo día debido a una tormenta que cruzó Connecticut y se tornó en una noche llena de entrevistas dentro de la sede mundial de la WWE en Stamford, Connecticut, John Layfield se encargó de informar el tiempo por precaución, y se emitieron imágenes de la noche anterior del Rumble, aunque de todas maneras los comerciales se emitieron de todas maneras, por cortesía de WWE Network. Michael Cole, Byron Saxton y Renee Young entrevistaron a varios luchadores, incluyendo a Daniel Bryan, Seth Rollins, Brock Lesnar, Paul Heyman, y Roman Reigns para escuchar la opinión de cada uno de ellos sobre Royal Rumble en Filadelfia.

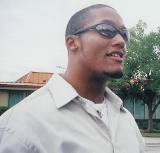
Byron Saxton quien se unió al equipo de comentaristas en Raw el 8 de junio de 2015, reemplazando a Booker T, luego de que Booker firmara con Tough Enough. Esta fue su segunda aparición en los comentarios junto a Michael Cole y John "Bradshaw" Layfield. También realizó comentarios después de la noche de WrestleMania 31.

Jerry Lawler se unió a la mesa de comentaristas de SmackDown en 2012, luego de haber sufrido un ataque al corazón. Lawler luego fue diagnosticado de Diverticulitis el 1 de enero de 2015, por lo que los análisis de los kickoff de los eventos fueron entregados a Booker T junto con todos sus deberes. Cuando Lawler se recuperó de la diverticulitis, la WWE lo trasladó a SmackDown el 9 de enero de 2015, apareciendo por primera vez al aire el 15 de enero de 2015. Booker T además se unió al equipo de transmisión de Raw como comentarista alternativo el 26 de septiembre de 2011, hasta el 3 de octubre de 2011, y el 2 de octubre de 2011 en el evento Hell in a Cell, junto a Michael Cole y Jim Ross, el 25 de abril de 2011 en un episodio de Raw junto a Josh Mathews, Cole y Lawler, y además se unió junto a Cole y Lawler para entregar sus comentarios el 20 de junio de 2011, el 21 de noviembre de 2011, y el 26 de marzo de 2012. el 1 de junio de 2015, Booker T abandonó Raw como comentarista para participar de Tough Enough, dejando un puesto vacante en los comentarios. Sin embargo, los comentaristas de NXT Byron Saxton lo reemplazó el 8 de junio de 2015. Saxton apareció como anunciador especial de Raw, durante las siguientes dos semanas después de WrestleMania 31, junto a Jerry Lawler, luego Cole, JBL, y Booker T en donde fueron atacados por Brock Lesnar, durante un evento en vivo transmitido por USA Network, y también se unió a Layfield y Booker, quien retornaba luego de una lesión una noche después de WrestleMania en San José luego del ataque de Lesnar durante una transmisión en los comentarios, luego Cole continuó luego de su recuperación. Cole, Lawler, y Layfield continuaron como comentaristas hasta el 13 de diciembre de 2015 (TLC), antes de que Saxton reemplazara a Lawler en la mesa de comentaristas luego del evento Royal Rumble, cuando Lawler se unió a los análisis de las previas de los eventos junto a Renee Young, Booker T y Corey Graves. Por los 52 episodios de Raw en 2014, se notó que solo 18 episodios (34.6%) contenían una lucha final con un final decisivo. En un punto cerca de WrestleMania, hubo diez ocasiones de 11 semanas en donde Raw finalizó con un término de una lucha con un segmento, una lucha terminada por descalificación o simplemente no hubo un final cuerdo.
Raw fue premiado al Premio de la Wrestling Observer Newsletter 2014 por Peor show de televisión, mientras que los comentaristas John Layfield, Jerry Lawler y Michael Cole quedaron en el top tres en ese mismo orden del Peor locutor de televisión. Jon Mezzera y Wade Keller de la Pro Wrestling Torch dijeron respectivamente en 2015 sobre los comentaristas de Raw: "no le prestan atención al producto. Están más ocupados en hacer chistes y de hablar de otros segmentos molestándose entre ellos en vez de poner atención a los combates" y "No son los anunciadores, en efecto, es la dirección la que les entrega todo. Eso recae en Vince McMahon."
Luego de un episodio de Raw del 23 de febrero de 2015, en el que se exhibiera una lucha en parejas de la división de la Divas, la cual duró tan solo medio minuto, causaría que se convirtiera en tendencia mundial en Twitter la etiqueta #GiveDivasAChance, el cual duró en ese estado mundial por cerca de 36 horas, con la Diva AJ Lee junto a los propietarios de la WWE Stephanie y Vince McMahon comentando en la etiqueta y discutiendo sobre el estatus de la división de Divas.
Charlotte junto a Sasha Banks y Becky Lynch hicieron su debut oficial el 13 de julio de 2015, en un episodio de Raw en dónde Stephanie McMahon lo llamó "revolución" en la división de Divas. Mientras Charlotte y Lynch se aliaban con Paige, quien mantenía un feudo con el Team Bella (The Bella Twins y Alicia Fox), Banks se alió con Tamina y Naomi, en una batalla entre los tres equipos. En su debut en un pago por visión, el 19 de julio en Battleground, Charlotte derrotó a Sasha Banks y Brie Bella en una Triple Threat Match, con todas sus respectivas compañeras en el ringside. La siguiente noche en Raw, Charlotte derrotó a Brie.
El 19 de julio de 2015, The Undertaker hizo su retorno en Battleground para interferir en la lucha estelar (Brock Lesnar vs. Seth Rollins). El 20 de julio de 2015, Undertaker explicó cuales fueron sus intenciones en Battleground. Luego esa misma noche, Paul Heyman habló acerca del evento Battleground y explicó que fue lo que sucedió en WrestleMania XXX, en donde Lesnar derrotó a The Undertaker quien no tardó en aparecer para contestarle, Lesnar salió inmediatamente y atacó a Undertaker e iniciaron una batalla campal y el personal de la WWE tuvo que intervenir para separarlos. En el estreno de la temporada 24, llegó a ocurrir una lucha histórica creada por Triple H como evento principal de Raw, en donde antes se enfrentaban Sting y The Big Show. Seth Rollins intervino en esa lucha causando la victoria de Sting por descalificación al atacarlo, y John Cena intervino para ayudar a Sting del ataque de Rollins y del Big Show, por lo que Triple H quien se encontraba en el ringside junto a Stephanie McMahon ordenó iniciar un nuevo combate con los involucrados, en donde Sting logró hacerse con la victoria de su equipo junto a Cena al obligar a Rollins a rendirse.

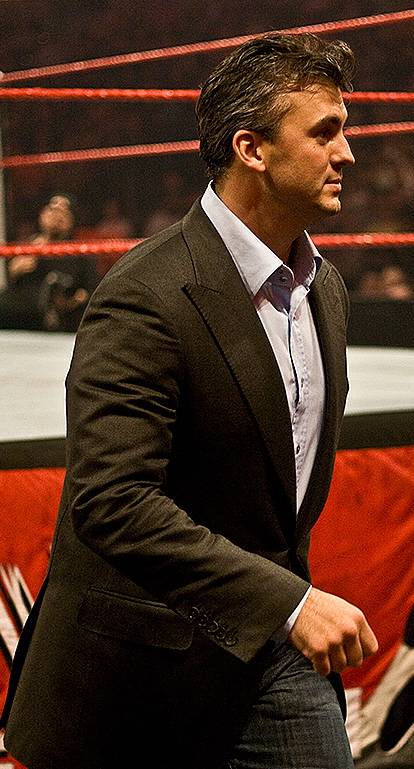
Shane McMahon quien regresó a la WWE tras 9 años de ausencia.

Inmediatamente después de perder ante Brock Lesnar en el evento Hell in a Cell, The Undertaker fue ovacionado por el público presente. El agradeció de vuelta al público realizando su movimiento personal, pero mientras hacía esto, las luces se apagaron y The Wyatt Family apareció atacándolo dejándolo inconsciente para luego llevarse su cuerpo con dirección desconocida por el backstage. La siguiente noche en Raw, Bray Wyatt explicó que quiso clamar por el alma de The Undertaker y así obtener sus poderes. Entonces, Kane apareció e intentó atacarlos, pero fue rodeado y atacado por The Wyatt Family siendo llevado su cuerpo por el backstage. El 9 de noviembre en Raw desde el Reino Unido, The Undertaker y Kane se reunieron como The Brothers of Destruction, remergieron y atacaron a The Wyatt Family. El 12 de noviembre en SmackDown desde el Reino Unido, Wyatt retó a The Undertaker y Kane a una lucha en parejas en contra de dos miembros de The Wyatt Family a su elección para Survivor Series el cual fue aceptado más tarde esa misma noche. Shane McMahon hizo su retorno a la WWE el 22 de febrero de 2016 después de 9 años de ausencia. Shane quiso tener el control de Raw debido al hundimiento que estaba provocando Stephanie McMahon a la compañía. Shane hizo un trato con su padre, en donde debía luchar ante The Undertaker en WrestleMania 32 en una Hell in a Cell Match; si Shane McMahon logra ganar, el obtendrá el control de Raw. Si Shane McMahon llega a perder, Vince McMahon obtendría todas las acciones de la empresa que todavía posee Shane. El 29 de febrero de 2016 en Raw, el cual fue transmitido desde el Bridgestone Arena en Nashville, Tennessee, marcando la primera vez que el programa saliera al aire en un día bisiesto en sus 23 años de historia. Esa noche tuvo como evento especial el discurso de Stephanie McMahon luego de aceptar el Legado del Premio a la Excelencia de Vincent J. McMahon de Mr. McMahon la semana posterior a Fastlane, y el evento estelar fue entre Dean Ambrose y Alberto Del Rio (con los miembros de The League of Nations, King Barrett, Sheamus y Rusev), el cual terminó en descalificación. Ambrose fue el ganador, mientras que Del Rio, Barrett, Sheamus, Rusev y Triple H lo atacaron. Triple H luchó ante Ambrose por el Campeonato Mundial Peso Pesado de la WWE en Roadblock, en donde Triple H ganó por conteo de tres y retuvo su título. El 14 de marzo de 2016 en Raw desde Pittsburgh, Pensilvania, Roman Reigns hizo su retorno y tuvo una batalla campal con Triple H luego de una controversial victoria de este último sobre Dolph Ziggler, en donde Reigns golpeó a Triple H con un monitor de pantalla plana y en su cabeza necesitó puntos de saturación. Los árbitros, excepto el lesionado Dan Engler (incluyendo a Rod Zapata y Darrick Moore), los de seguridad, Mark Henry, Jack Swagger y The Usos tuvieron que detener el ataque de Reigns.
El 4 de abril en Raw siendo la noche posterior a WrestleMania 32, se vería marcada por los resultados del magno evento de la noche anterior, siendo iniciada por Vince McMahon quien hablaría de la derrota de Shane por manos de The Undertaker, y su fracasado intento de querer hacerse con el control absoluto del programa. En ese momento, Shane apareció bajo el inmenso apoyo del público, quienes corearon su nombre provocando que Vince decidiera poner a Shane al control de Raw, mientras él se tomaría una vacaciones. De hacerlo bien postergaría su estadía en el programa, de lo contrario sería despedido y desvinculado de todo lo relacionado con WWE. Esa misma noche se vio comprometida la celebración de Roman Reigns tras su captura la noche anterior por el Campeonato Mundial Peso Pesado de la WWE, al haber derrotado al entonces campeón y líder de The Authority Triple H. Shane estipuló darle oportunidades solo a aquellos que lo merezcan, dependiendo de sus propios talentos. En la búsqueda de un retador, AJ Styles lograría convertirse en el retador al título mundial de Reigns.

#### Segunda Extensión de Marcas (2016-presente)
El 25 de mayo, la WWE anunció la segunda Extensión de Bandos la cual dividiría al personal distribuidos entre las marca de SmackDown y Raw iniciando con diversas personalidades el 19 de julio con Shane y Stephanie McMahon, quienes comandarán juntos la marca Raw y la nueva programación en vivo de la marca SmackDown, el cual será transmitido los martes. Luego se anunció que el Draft tendrá lugar el mismo día inaugural de la transmisión en vivo el 19 de julio, con los respectivos encargados de cada marca para adjudicarse luchadores a favor, marcando de paso la primera vez en que un Draft se realice en un episodio del programa SmackDown por encima de Raw.  El 11 de julio en Raw, Vince McMahon anunció que Shane McMahon será el nuevo comisionado de SmackDown, por otro lado anunció que Stephanie será la comisionada de Raw, quienes competirán cada semana demostrando que programa será el mejor. A su vez, cada comisionado deberá anunciar un Gerente General para comandar cada uno de los programas a los que se le será asignado. El 18 de julio en Raw, Stephanie anunció a Mick Foley nuevo Gerente de Raw, mientras que Shane nombró a Daniel Bryan para dirigir SmackDown. El 22 de julio de 2016, Mick Foley reveló en la página de su Twitter oficial el nuevo logo que utilizara Raw. En el Raw del 25 de julio, la comisionada de Raw, Stephanie McMahon y el gerente general de Raw, Mick Foley anunciaron la creación de un nuevo campeonato, el Campeonato Universal de WWE, debido a que esta marca estaba sin un campeonato mundial. Este campeonato será exclusivo de la marca de Raw, como el Campeonato de WWE es exclusivo para la marca de Smackdown.

## Campeonatos actuales
Cuando se realizó el Draft del 2016, Raw se quedó sin el campeonato más importante de la empresa, debido a que el Campeonato de la WWE, se quedó en la marca rival de Raw, SmackDown. La comisionada Stephanie McMahon y el gerente general Mick Foley (en ese entonces) anunciaron la creación del Campeonato Universal de la WWE, y para definir al campeón inaugural, se realizarían dos luchas fatales de cuatro esquinas, donde los ganadores de ambas luchas, se enfrentarían para definir al primer contendiente, que lucharía contra Seth Rollins en SummerSlam (2016). Pero en 2019, Brock Lesnar trajo de vuelta el Campeonato de la WWE a la marca roja, luego de que el Campeonato Universal, partiera ese mismo año a SmackDown.
El programa posee cuatro campeonatos los cuales son defendidos en el mismo programa y en eventos pago por visión. Estos cuatro campeonatos son el Campeonato Mundial Peso Pesado, siendo el más importante de RAW, cuyo actual poseedor es Seth "Freakin" Rollins, el Campeonato Intercontinental cuyo actual poseedor es GUNTHER, el Campeonato Mundial Femenino, cuya poseedora es Rhea Ripley, el Campeonato en Parejas de Raw en posesión de Damian Priest & Finn Bálor, y la división femenina en parejas se encuentra el Campeonato en Parejas Femenino de la WWE, cuyas poseedoras actuales son Ronda Rousey  y Shayna Baszler

## Transmisión mundial
En Estados Unidos, el programa se transmitió en vivo todos los lunes a las 8 p. m. ET en USA Network. Ocasionalmente, Raw se ha transmitido con retraso en la cinta el mismo día cuando WWE está de gira por el extranjero. Raw también se transmitió en vivo por TNT Sports en el Reino Unido e Irlanda;en un acuerdo que comenzó en enero de 2020. Raw fue mostrado en vivo en India a las 5:30 a. m. los martes en Sony Ten 1. Desde el 6 de octubre de 2014 hasta septiembre de 2024, Raw se emitió en vivo para toda Latinoamérica por Fox Sports y después ESPN (excepto México) tras la compra de Fox por Disney. Raw se transmitió en vivo por ESPN 4 para Centroamérica y por ESPN 7 en Sudamérica, en México se emitió por Fox Sports, en Argentina por Fox Sports 3, en Chile por ESPN Premium y en Brasil por ESPN 6, (también estuvo dispoible en Star+ para Centroamérica y Sudamérica). El programa también se transmitió en vivo por Supersport en Sudáfrica los martes a las 02:00 a. m. CAT. Raw se había transmitido en Australia en Fox8 desde 2003, generalmente con un retraso de 27 horas, pero comenzó a transmitirse en vivo a partir del 4 de febrero de 2014. Syfy en Estados Unidos comenzó a transmitir una repetición de 2 horas de Raw el 20 de mayo de 2016. El 26 de junio de 2018, WWE y USA Network anunciaron una extensión de contrato de cinco años para Raw. El nuevo acuerdo para el bloque semanal en vivo de tres horas comenzó en octubre de 2019.También se han mostrado clips de algunos programas de la WWE en Fox Sports.com.

### Transmisión en línea
El 24 de septiembre de 2012, Hulu firmó un contrato de varios años con WWE para tener disponibles todos los programas de televisión de la compañía y algunas de sus series web que incluyen Raw. Los episodios de Raw estuvieron disponibles para verlos al día siguiente, aunque esto eran una versión condensada de 90 minutos y no la versión completa como se mostró la noche anterior en USA Network.
A partir del 9 de diciembre de 2016 hasta el 31 de diciembre de 2024, todos los episodios de Raw estuvieron disponibles bajo demanda en WWE Network. Los episodios recientes se pudieron visualizar a la carta 30 días después de su fecha de emisión original.
Después de WrestleMania 32 en 2016, WWE comenzó a transmitir los episodios más nuevos de Raw y SmackDown en YouTube para los países que no transmiten la programación de la WWE en la televisión tradicional de forma gratuita en menos de 24 horas después de la transmisión original (los enlaces están bloqueados en los países donde los espectáculos están tradicionalmente disponibles en emisoras de TV). La versión de Hulu de 90 minutos se publicaba en YouTube para audiencias internacionales.

### Acuerdo con Netlifx a partir de 2025
En septiembre de 2023, USA Network anunció que SmackDown regresaría a la cadena en octubre de 2024 después de la expiración de su contrato con Fox; al mismo tiempo se informó que los derechos de Raw y NXT estaban en el mercado con un gran interés entre las cadenas lineales y las propiedades digitales.
El 23 de enero de 2024, TKO Group anunció que Netflix adquiriría los derechos de Raw a partir de enero de 2025, en lo que se informó que era un acuerdo de 10 años con un valor de 500 millones de dólares al año (aproximadamente el doble del valor del acuerdo anterior de WWE con NBCUniversal). El acuerdo cubrirá inicialmente Estados Unidos, Canadá, Reino Unido y América Latina, y en el futuro se agregarán otros territorios. El trato también incluye derechos internacionales sobre el contenido de la WWE fuera de los Estados Unidos, incluidos SmackDown y NXT, eventos en vivo y otros contenidos.Si bien el contrato de USA Network con Raw expiraba en octubre de 2024, la WWE llegó a una extensión a corto plazo de su acuerdo con NBCUniversal para mantener Raw en la emisora hasta fin de año. Desde el 7 de octubre hasta el 30 de diciembre, Raw se acortaría de tres a dos horas; el reportero de lucha libre Dave Meltzer declaró que esta fue una solicitud hecha por USA Network.

## Producción
El escenario de original de Raw tuvo sus cuerdas de color rojo, blanco y azul, escalones azules y un pequeño escenario con tubos de neón. Desde el 10 de marzo de 1997, la transmisión de Raw se aumentó en un horario de dos horas, con la primera referida a Raw Is War y la segunda a War Zone. En 1995, la entrada del programa fue cambiada con las letras más grandes de RAW. En 1997, la WWF cambió el color de las cuerdas del ring al color rojo para diferenciarla de su competencia WCW. También, se implantó una pantalla gigante conocida como TitanTron.
El 1 de octubre de 2001, ante los atentados del 11 de septiembre, la primera hora en Raw fue referida a Raw Is War y la segunda hora cambió a War Zone; Sin embargo, los comentaristas se refirieron a los acontecimientos durante las dos horas completas. Raw estrenó un nuevo TitanTron en 2002. Cuando la Guerra acabó, ellos comenzaron a utilizar el eslogan de su página web en las faldas del ring, ocasionalmente faldas negras. Del 16 de noviembre de 2009 al 23 de julio de 2012, el tema oficial de Raw fue "Burn It to the Ground" de Nickelback. Seguido de esto, el tema oficial de Raw fue "...To Be Loved" de Papa Roach, el cual fue usado desde el 9 de octubre de 2006 y "Across The Nation" de The Union Underground el cual fue usado desde el 1 de abril de 2002 hasta el 2 de octubre de 2006. El teme de tipo rap fue "Thorn In Your Eye" de Anthrax junto a Scott Ian siendo el tema oficial desde el 10 de marzo de 1997 hasta el 25 de marzo de 2002.
El 17 de mayo de 2012, WWE y USA Network anunciaron que Raw cambiaría su horario de transmisión alargándola a un formato de tres horas comenzando desde el 23 de julio de ese mismo año en el especial de los 1000 episodios emitidos. Desde entonces, las tres horas de transmisión fueron consolidadas al ser reconocidas como parte importante de Raw, aunque todavía se consideran tres programas en uno por los propósitos del índice de audiencia de Nielsen (como por ejemplo: cuando finaliza la primera hora del programa, aparece el aviso de copyright abajo en la pantalla). En 2008, Raw impuso la tecnología de imagen HD siendo usada en el escenario, dejando de por medio el método de los diseños de escenografía siendo reemplazados por diversas pantallas. En 2010, WWE retiró las cuerdas rojas del ring luego de 30 treinta años de uso por unas blancas, y en 2012 fueron usadas para el resto de los eventos de la WWE de forma estándar. En 2012, Raw utilizaría un conjunto HD por todo el escenario.
A inicios de 2014, la escenografía de Raw sería añadida a los eventos pago por visión. De septiembre hasta octubre de 2012, las cuerdas de en medio del ring fueron cambiadas por unas de color rosa en todas las programaciones de la WWE, debido a su alianza con la organización de Susan G. Komen, del Mes del Cáncer de Mama. Esto se volvió a repetir en 2013, de septiembre hasta noviembre. En 2014 se volvió a repetir, desde el 29 de septiembre. WWE es una de las tantas organizaciones que proveen de financiación para contribuir colaborando con sus propios materiales y empleados.
El 18 de agosto de 2014, Raw cambió su pantalla de presentación a una ancha de 16:9, dejando atrás la vieja versión de la nativa HD de 4:3. En conjunto, Raw actualizó su paquete de gráficos, con el nuevo logo de la WWE (previamente usado por el canal WWE Network lanzado en febrero) desde ese momento en adelante el logo abajo a la derecha en la esquina de la pantalla, seguido de la palabra, "LIVE" cambiaría con el nuevo logo. Además, el nuevo logo de la WWE sería observable desde las almohadillas de los esquineros. El logo de USA Network fue removido hacia abajo a la izquierda de la esquina de la pantalla. Además, el tema oficial de Raw ("The Night") fue modificado. En las repeticiones del WWE Network y transmisiones retrasadas para el mercado internacional, Raw es editado sin las palabras "LIVE" y sin la etiqueta de tuits.
El 23 de marzo de 2015, WWE adhirió una pequeña pantalla plana a un costado del ring de Raw. Esta pantalla en el borde del ring fue usado también en WrestleMania 31. Esta pantalla plana fue usada en varios programas, siendo usada en algunas semanas y en otras no. El día de especial de Raw por los 1000 episodios, "The Night" de Kromestatik debutó como tema oficial de Raw mientras que "Energy" de Shinedown serviría como segundo tema oficial desde el 18 de agosto de 2014, cuando fue reemplazado por el tema "Denial" de We Are Harlot.
El 14 de septiembre de 2015 durante el estreno de la nueva temporada de Raw, la cuerda del medio del ring fue cambiada a un color dorado. Por todo el mes de octubre de 2015, la mesa de comentaristas de WWE, la rampa de entrada y los accesorios del ring fueron cambiados por la movilización del Susan G. Komen por la Cura del Cáncer de mama. También, la cuerda del medio del ring fue cambiada al color rosa para incentivar la lucha en contra del Cáncer de mama. El 16 de noviembre de 2015 en Raw, WWE tuvo un momento de silencio por las víctimas del Atentado de París en Francia, del 13 de noviembre de 2015.Meses después, en junio, se guardó otro momento de silencio por las víctimas del tiroteo en el club nocturno de Orlando.
El 25 de julio de 2016, las cuerdas volvieron a ponerse rojas, la mesa de comentaristas volvió a la parte superior del escenario por primera vez desde 2005 y se estrenaron un nuevo escenario y gráficos en HD. El nuevo set era casi idéntico al usado para SummerSlam 2012 y 2013. Después de que algunos fanáticos respondieron negativamente al rediseño, el set fue renovado cuatro semanas después con un arreglo más elaborado y distintivo. El nuevo set presentaba la ausencia de un TitanTron tradicional, que había sido parte de la puesta en escena de Raw desde 1997. En su lugar había una pancarta led curva con varias filas de luces led rectangulares detrás. El nuevo conjunto también introdujo paneles de piso led en la rampa de entrada junto con postes de anillo led. En el episodio del 29 de enero de 2018 de Raw, se introdujeron nuevos gráficos y un logotipo actualizado, que duró hasta el 23 de septiembre de 2019.
El 30 de septiembre de 2019, para el estreno de su temporada (y coincidiendo con el estreno de SmackDown en Fox más tarde esa semana), Raw presentó un nuevo set (incluyendo el restablecimiento de la pirotecnia, que había sido descartada en 2017 por cuestiones de presupuesto), logotipo actualizado (recortado con un chebrón para que parezca la esquina de un anillo) y nuevo tema musical ("Legendary" de Skillet). También se reveló que ambos programas contarían con equipos de redacción separados.
En septiembre de 2021, las cuerdas del ring cambiaron de color de rojo a blanco, lo que también se reflejó en SmackDown. El 22 de noviembre de ese año, se presentó una versión actualizada del logo de 2019, junto con nuevos gráficos. El tema principal fue cambiado a "Greatness" por Vo Williams, que siguió siendo su tema principal hasta el 20 de noviembre de 2023, cuando fue cambiado a "Born to Be" por def rebel, el artista detrás de la entrada musical de WWE para su programación, que es interpretado por Supreme Madness. Los temas principales incluyeron "Survival", "Eye of an Warrior" y "Legacy".
En febrero de 2022, Raw y NXT se trasladaron temporalmente a Syfy en los Estados Unidos debido a la cobertura de transmisión de USA Network de los Juegos Olímpicos de Invierno 2022.

### Tema musical
| Título de las canciones  | Intérprete                  | Fecha                                          |
| ------------------------ | --------------------------- | ---------------------------------------------- |
| "Monday Night Raw"       | Jim Johnston                | 1993–1996                                      |
| "Raw"                    | Jim Johnston                | 1993–1995                                      |
| "I Like it Raw"          | Jim Johnston                | 1995                                           |
| "The Beautiful People"   | Marilyn Manson              | 10 de marzo de 1997-24 de marzo de 1997        |
| "Thorn In Your Eye"      | WWE Superstars & Slam Jam   | 31 de marzo de 1997–25 de marzo de 2002        |
| "We're All Together Now" | WWE Superstars & Slam Jam   | 31 de marzo de 1997–25 de marzo de 2002        |
| "Across the Nation"      | The Union Underground       | 1 de abril de 2002–2 de octubre de 2006        |
| "...To Be Loved"         | Papa Roach                  | 9 de octubre de 2006–9 de noviembre de 2009    |
| "Burn It to the Ground"  | Nickelback                  | 16 de noviembre de 2009–16 de julio de 2012    |
| "Tonight Is the Night"   | Outasight                   | 23 de julio de 2012 (Solo para Raw 1000)       |
| "The Night"              | KromestatiK                 | 30 de julio de 2012–11 de agosto de 2014       |
| "The Night 2014 Remix"   | CFO$/KromestatiK            | 18 de agosto de 2014–18 de julio de 2016       |
| "Enemies"                | Shinedown                   | 25 de julio de 2016–22 de enero de 2018        |
| "Born for Greatness"     | Papa Roach                  | 29 de enero de 2018–23 de septiembre de 2019   |
| "Legendary"              | Skillet                     | 30 de septiembre de 2019–12 de octubre de 2020 |
| "The Search"             | NF                          | 19 de octubre de 2020–Actualidad               |
| ""I'm Good (Blue)"       | David Guetta ft. Bebe Rexha | 23 de enero de 2023 (Solo para Raw is XXX)     |

## Episodios especiales
A lo largo de la historia de su transmisión, el programa ha tenido emisiones que han sido emitidos por diferentes temas. Entre ellos se puede nombrar un episodio en especial como el del Slammy Awards. Otros han sido dedicados a un luchador específico por una razón especial, debido a un fallecimiento o al retiramiento de un luchador, así como episodios conmemorativos o aniversarios.